# Victoire Laly
Victoire Laly, née le 21 juillet 1991 à Cotonou au Bénin, est une actrice et chanteuse germano-béninoise.

## Biographie

### Enfance, éducation et débuts
Laly naît le 21 juillet 1991 à Cotonou. À l'âge de huit ans, elle quitté le Bénin, son pays natal, pour s'installer à Berlin avec sa famille,. De 2016 à 2017, elle participe à un atelier de travail à  Berlin Meisner Studio (La méthode des Montes avec Anthony Montes). Et de 2017 à 2018, elle suit un Coaching privé chez l'International coach d'acteur Lena Lessing.

### Carrière
Elle apparaît dans des productions comme l'épisode de Tatort Kollaps (2015) et le film de 2016 The Misandrists. Son premier rôle principal est dans le film ARD "Wings of Concrete" en 2022, où elle incarne Gabrielle, une jeune enseignante déterminée à élucider le suicide d'une élève,,. Le film remporte le Prix Croix-Rouge au Festival de Télévision de Monte-Carlo 2022.
De novembre 2023 à mars 2024, elle participe au tournage de la suite de la série télévisée primée de l'ARD, "Die Toten von Marnow", réalisée par Andreas Herzog.
En plus de sa carrière d'actrice, Victoire Laly est également chanteuse du duo Kai & Victoire. Elle parle français et allemand et vit à Berlin.

## Filmographie
- 2015 : Tatort: Kollaps
- 2016 : Die Misandristinnen
- 2016 : Ein Fall von Liebe – So ist das Gesetz
- 2018 : Phantomschmerz – Der Fall Finn Fischer
- 2019 : Druck (Webserie)
- 2019 : 9 Tage wach
- 2021 : Der Barcelona-Krimi
- 2022 : Flügel aus Beton
- 2022 : Notruf Hafenkante
- 2023 : Die Geschichte einer Familie
- 2023 : Ostfrieslandkrimi-Ostfriesenwut
- 2023 : Polizeiruf 110: Little Boxes
- 2023 : Wir – Die Serie

### Théâtre
- 2017 : Call me Queen (Ballhaus Naunynstrasse)
- 2009 : Macbeth (Hans Otto Theater Potsdam)

## Prix
- 2023 : Prix du public Rheingold du Festival du film allemand de Ludwigshafen
- 2023 : Prix du cinéma du Festival du film allemand de Ludwigshafen
- 2022 : Prix allemand de la comédie[10]
- 2022 : Prix Croix-Rouge au Festival de Télévision de Monte-Carlo[9]